# A Prescription for the Blues
A Prescription for the Blues – album studyjny amerykańskiego pianisty jazzowego Horace’a Silvera, wydany z numerem katalogowym IMPD-238 (Stany Zjednoczone) oraz IMP 12382 (Europa) w 1997 roku przez Impulse! Records. Utwór Whenever Lester Plays the Blues Silver napisał ku pamięci saksofonisty Lestera Younga.

## Powstanie
Materiał na płytę został zarejestrowany w dniach 29 i 30 maja 1997 roku w Nowym Jorku.

## Lista utworów
Opracowano na podstawie materiału źródłowego.
| Nr | Tytuł utworu                      | Muzyka        | Długość |
| -- | --------------------------------- | ------------- | ------- |
| 1. | „A Prescription for the Blues”    | Horace Silver | 5:12    |
| 2. | „Whenever Lester Plays the Blues” | Silver        | 6:35    |
| 3. | „You Gotta Shake That Thing”      | Silver        | 5:16    |
| 4. | „Yodel Lady Blues”                | Silver        | 6:42    |
| 5. | „Brother John and Brother Gene”   | Silver        | 4:43    |
| 6. | „Free at Last”                    | Silver        | 6:27    |
| 7. | „Walk On”                         | Silver        | 6:26    |
| 8. | „Sunrise in Malibu”               | Silver        | 5:01    |
| 9. | „Doctor Jazz”                     | Joe Oliver    | 5:31    |
|    |                                   |               | 51:53   |

## Twórcy
Opracowano na podstawie materiału źródłowego.
Muzycy:
- Horace Silver – fortepian
- Randy Brecker – trąbka
- Michael Brecker – saksofon tenorowy
- Ron Carter – kontrabas
- Louis Hayes – perkusja